# 家山駅
家山駅（いえやまえき）は、静岡県島田市川根町家山にある大井川鐵道大井川本線の駅である。旧：川根町の中心地にある。

## 歴史
- 1929年（昭和4年）12月1日：開業[1]。
- 1997年（平成9年）12月：駅舎正面出入口と線路側の駅名標が老朽化したため、地元の書家が揮毫したものを同社OBや地元住民が寄贈したものに交換[2][3]。
- 2002年（平成14年）2月27日：構内で脱線事故[4]。
- 2022年（令和4年）
  - 9月24日：台風15号による土砂災害の影響により全線運転見合わせ[5]。
  - 12月16日：金谷駅 - 当駅間が運転再開[6][7]。
- 2023年（令和5年）10月1日：当駅 - 川根温泉笹間渡駅間が運転再開[8]。同日に新設された快速急行・区間急行・快速の停車駅となる（快速急行は当駅折り返し、快速は当駅止まり）。
- 2025年（令和7年）：2025年度の「きかんしゃトーマス号」運行に合わせ、「パーシー」に改装されたC12 208を千頭駅から移設[9]。

## 駅構造
島式1面2線のホームをもつ地上駅。有人駅である。留置線を2線有する。駅舎とは千頭駅側の構内踏切でつながっている。木造駅舎を有する。
2011年（平成23年）からは駅舎に売店が併設されている。
2022年（令和4年）の静岡豪雨による土砂災害の影響で当駅で折り返しを行っていた。2023年（令和5年）に川根温泉笹間渡駅までの運行が再開されたが、千頭方面は引き続き当駅で代行バスに乗り換えとなる。なお構内に転車台やデルタ線がないため、上りのSL急行は蒸気機関車（SL）が逆機で客車を牽引する。このほか、金谷方に連結された電気機関車（EL）牽引によるEL急行として運行されることもある。

### のりば
| 1 | ■大井川本線 | 金谷方面                     |
| 2 | ■大井川本線 | 千頭（一部折り返し金谷）方面 |

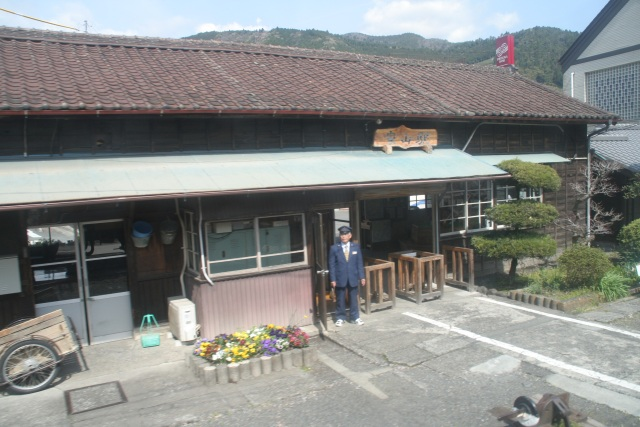
駅舎 （ホーム側から）
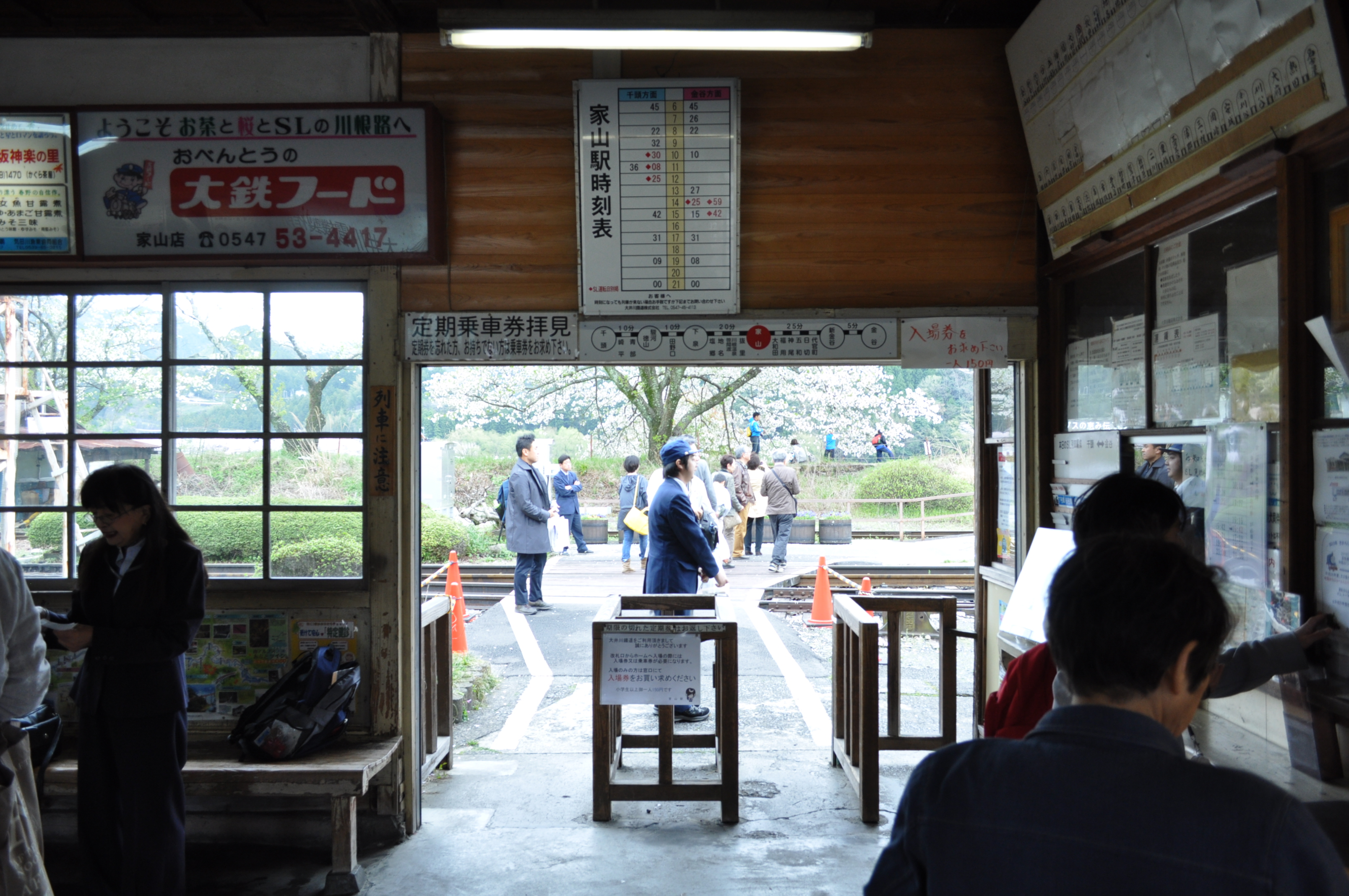
駅舎改札口 （2015年4月）
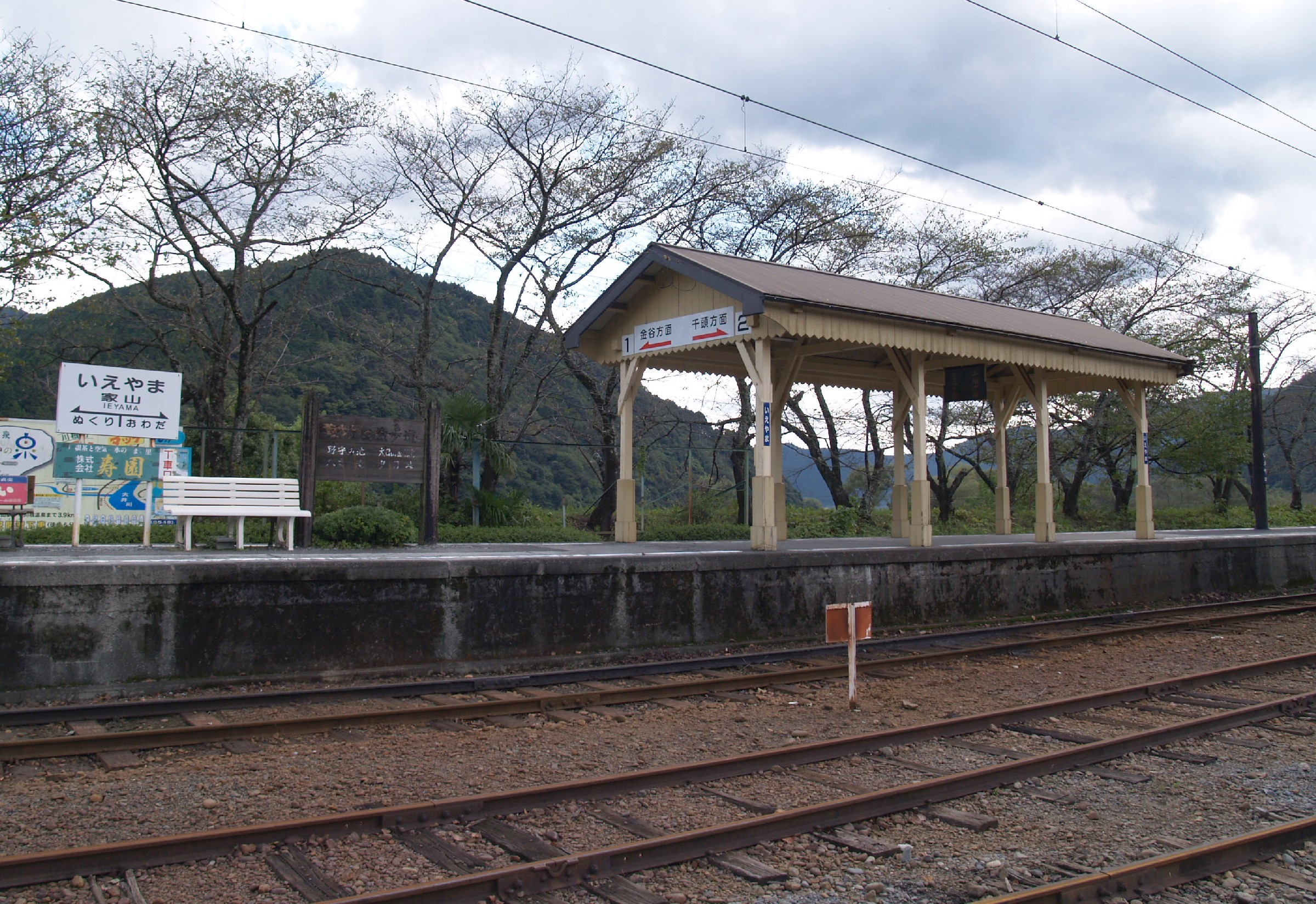
ホーム （2009年10月）
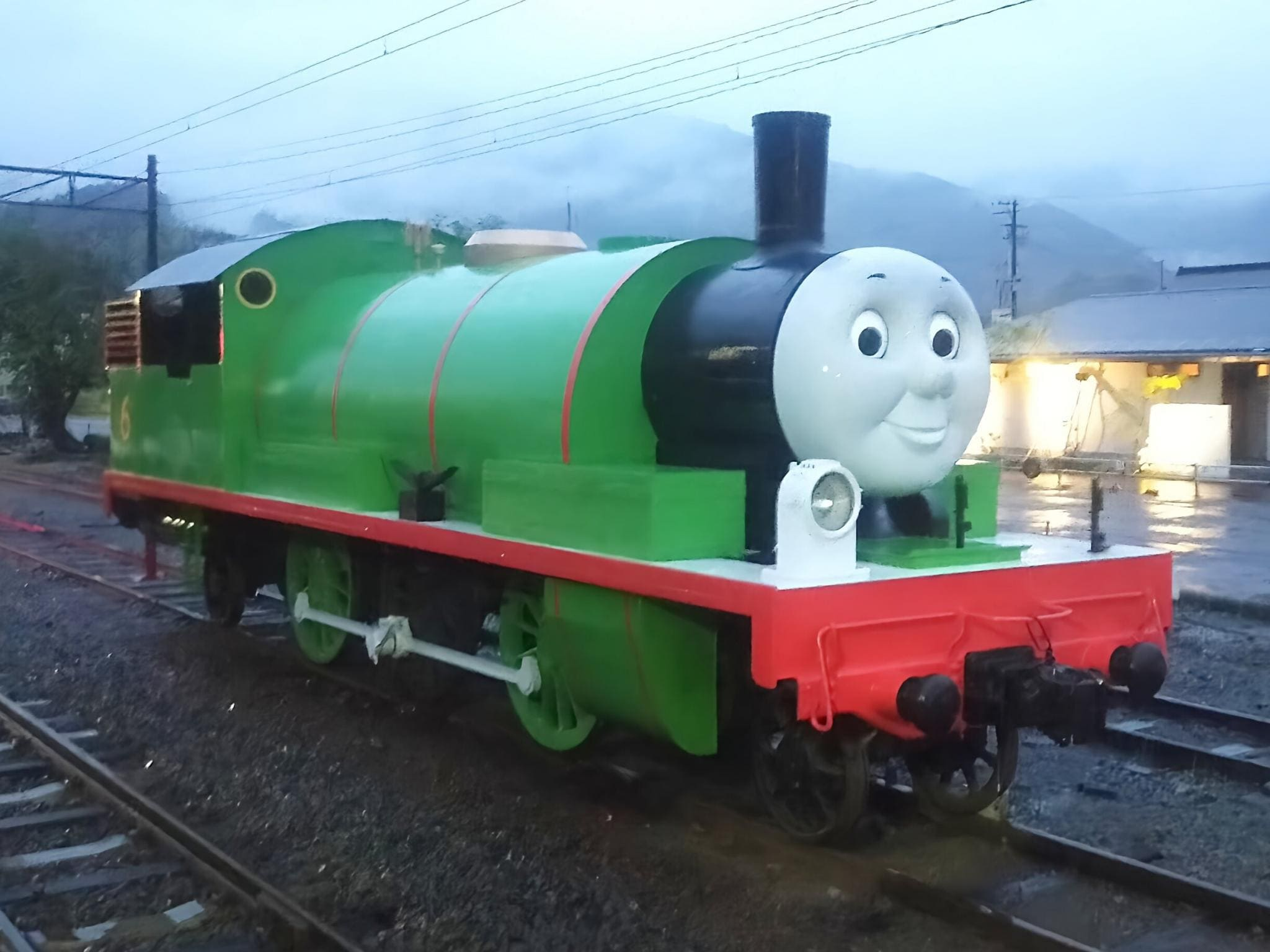
千頭駅から移設されたC12 208「パーシー」 （2025年4月28日）

## 利用状況
- 2007年（平成19年）度の1日平均乗車人員は323人（静岡県統計年鑑による）。

## 駅周辺
- 島田市役所 川根支所（旧：川根町役場）
- 川根郵便局
- 島田市川根文化会館 チャリム21
- 島田市立川根小学校
- 島田市立川根中学校
- 静岡県道265号家山停車場線
- 国道473号
- 野守の池（野守公園）
- 家山川

## バス路線
駅前に島田市自主運行バスの「家山駅前」停留所と、川根本町町営バスの「家山駅」停留所がある。
島田市自主運行バス
- 川根温泉線：川根温泉ホテル行き／島田駅行き
- 笹間渡笹間線（ワゴン車）：日掛行き

川根本町町営バス
- 千頭・家山線：千頭駅行き[注 3]

## その他
- SLとともに、映画やドラマの撮影によく使用されている。『男はつらいよ』や『鉄道員』がその例である。
- 『学校の怪談2』の終盤で、司と姉の理香たちが別れるシーンのロケ地ともなった。
- 駅周辺は桜の名所であり、春になると急行「さくら号」が新金谷駅から当駅まで折り返しで運行される[14]。

## 隣の駅
大井川鐵道
■大井川本線
特急「きかんしゃトーマス号」、SL急行「かわね路号」「南アルプス号」停車駅
■普通
大和田駅 - 家山駅 - 抜里駅